# Llista d'asteroides/199301-199400
| Nom      | Designació provisional | Data de descobriment | Lloc de descobriment | Descobridor/s       |
| -------- | ---------------------- | -------------------- | -------------------- | ------------------- |
| 199301 - | 2006 BC82              | 23 de gener de 2006  | Kitt Peak            | Spacewatch          |
| 199302 - | 2006 BD82              | 23 de gener de 2006  | Kitt Peak            | Spacewatch          |
| 199303 - | 2006 BM83              | 25 de gener de 2006  | Kitt Peak            | Spacewatch          |
| 199304 - | 2006 BV83              | 25 de gener de 2006  | Kitt Peak            | Spacewatch          |
| 199305 - | 2006 BR86              | 25 de gener de 2006  | Kitt Peak            | Spacewatch          |
| 199306 - | 2006 BL91              | 26 de gener de 2006  | Kitt Peak            | Spacewatch          |
| 199307 - | 2006 BR93              | 26 de gener de 2006  | Kitt Peak            | Spacewatch          |
| 199308 - | 2006 BS93              | 26 de gener de 2006  | Kitt Peak            | Spacewatch          |
| 199309 - | 2006 BF98              | 27 de gener de 2006  | Socorro              | LINEAR              |
| 199310 - | 2006 BB99              | 27 de gener de 2006  | Catalina             | CSS                 |
| 199311 - | 2006 BJ99              | 22 de gener de 2006  | Mount Lemmon         | Mount Lemmon Survey |
| 199312 - | 2006 BN101             | 23 de gener de 2006  | Mount Lemmon         | Mount Lemmon Survey |
| 199313 - | 2006 BZ101             | 23 de gener de 2006  | Mount Lemmon         | Mount Lemmon Survey |
| 199314 - | 2006 BG102             | 23 de gener de 2006  | Mount Lemmon         | Mount Lemmon Survey |
| 199315 - | 2006 BN103             | 23 de gener de 2006  | Mount Lemmon         | Mount Lemmon Survey |
| 199316 - | 2006 BR103             | 23 de gener de 2006  | Mount Lemmon         | Mount Lemmon Survey |
| 199317 - | 2006 BQ107             | 25 de gener de 2006  | Kitt Peak            | Spacewatch          |
| 199318 - | 2006 BA113             | 25 de gener de 2006  | Kitt Peak            | Spacewatch          |
| 199319 - | 2006 BJ114             | 25 de gener de 2006  | Kitt Peak            | Spacewatch          |
| 199320 - | 2006 BB117             | 26 de gener de 2006  | Kitt Peak            | Spacewatch          |
| 199321 - | 2006 BN117             | 26 de gener de 2006  | Mount Lemmon         | Mount Lemmon Survey |
| 199322 - | 2006 BC118             | 26 de gener de 2006  | Kitt Peak            | Spacewatch          |
| 199323 - | 2006 BB120             | 26 de gener de 2006  | Kitt Peak            | Spacewatch          |
| 199324 - | 2006 BD122             | 26 de gener de 2006  | Kitt Peak            | Spacewatch          |
| 199325 - | 2006 BJ122             | 26 de gener de 2006  | Kitt Peak            | Spacewatch          |
| 199326 - | 2006 BR122             | 26 de gener de 2006  | Kitt Peak            | Spacewatch          |
| 199327 - | 2006 BR128             | 26 de gener de 2006  | Mount Lemmon         | Mount Lemmon Survey |
| 199328 - | 2006 BC131             | 26 de gener de 2006  | Kitt Peak            | Spacewatch          |
| 199329 - | 2006 BH131             | 26 de gener de 2006  | Kitt Peak            | Spacewatch          |
| 199330 - | 2006 BS131             | 26 de gener de 2006  | Kitt Peak            | Spacewatch          |
| 199331 - | 2006 BT131             | 26 de gener de 2006  | Kitt Peak            | Spacewatch          |
| 199332 - | 2006 BU131             | 26 de gener de 2006  | Kitt Peak            | Spacewatch          |
| 199333 - | 2006 BZ131             | 26 de gener de 2006  | Kitt Peak            | Spacewatch          |
| 199334 - | 2006 BS133             | 26 de gener de 2006  | Mount Lemmon         | Mount Lemmon Survey |
| 199335 - | 2006 BX133             | 26 de gener de 2006  | Mount Lemmon         | Mount Lemmon Survey |
| 199336 - | 2006 BU138             | 28 de gener de 2006  | Mount Lemmon         | Mount Lemmon Survey |
| 199337 - | 2006 BE147             | 31 de gener de 2006  | 7300 Observatory     | W. K. Y. Yeung      |
| 199338 - | 2006 BM148             | 22 de gener de 2006  | Catalina             | CSS                 |
| 199339 - | 2006 BS150             | 25 de gener de 2006  | Kitt Peak            | Spacewatch          |
| 199340 - | 2006 BA155             | 25 de gener de 2006  | Kitt Peak            | Spacewatch          |
| 199341 - | 2006 BM157             | 25 de gener de 2006  | Kitt Peak            | Spacewatch          |
| 199342 - | 2006 BW157             | 25 de gener de 2006  | Kitt Peak            | Spacewatch          |
| 199343 - | 2006 BY157             | 25 de gener de 2006  | Kitt Peak            | Spacewatch          |
| 199344 - | 2006 BL158             | 25 de gener de 2006  | Kitt Peak            | Spacewatch          |
| 199345 - | 2006 BS158             | 26 de gener de 2006  | Mount Lemmon         | Mount Lemmon Survey |
| 199346 - | 2006 BP161             | 26 de gener de 2006  | Anderson Mesa        | LONEOS              |
| 199347 - | 2006 BA162             | 26 de gener de 2006  | Catalina             | CSS                 |
| 199348 - | 2006 BW162             | 26 de gener de 2006  | Mount Lemmon         | Mount Lemmon Survey |
| 199349 - | 2006 BB163             | 26 de gener de 2006  | Mount Lemmon         | Mount Lemmon Survey |
| 199350 - | 2006 BJ163             | 26 de gener de 2006  | Mount Lemmon         | Mount Lemmon Survey |
| 199351 - | 2006 BT165             | 26 de gener de 2006  | Mount Lemmon         | Mount Lemmon Survey |
| 199352 - | 2006 BD167             | 26 de gener de 2006  | Mount Lemmon         | Mount Lemmon Survey |
| 199353 - | 2006 BP168             | 26 de gener de 2006  | Mount Lemmon         | Mount Lemmon Survey |
| 199354 - | 2006 BR179             | 27 de gener de 2006  | Mount Lemmon         | Mount Lemmon Survey |
| 199355 - | 2006 BD180             | 27 de gener de 2006  | Mount Lemmon         | Mount Lemmon Survey |
| 199356 - | 2006 BW182             | 27 de gener de 2006  | Mount Lemmon         | Mount Lemmon Survey |
| 199357 - | 2006 BY182             | 27 de gener de 2006  | Mount Lemmon         | Mount Lemmon Survey |
| 199358 - | 2006 BZ182             | 27 de gener de 2006  | Mount Lemmon         | Mount Lemmon Survey |
| 199359 - | 2006 BG183             | 27 de gener de 2006  | Mount Lemmon         | Mount Lemmon Survey |
| 199360 - | 2006 BP186             | 28 de gener de 2006  | Mount Lemmon         | Mount Lemmon Survey |
| 199361 - | 2006 BV186             | 28 de gener de 2006  | Mount Lemmon         | Mount Lemmon Survey |
| 199362 - | 2006 BR188             | 28 de gener de 2006  | Kitt Peak            | Spacewatch          |
| 199363 - | 2006 BQ189             | 28 de gener de 2006  | Kitt Peak            | Spacewatch          |
| 199364 - | 2006 BY190             | 28 de gener de 2006  | Kitt Peak            | Spacewatch          |
| 199365 - | 2006 BN192             | 30 de gener de 2006  | Kitt Peak            | Spacewatch          |
| 199366 - | 2006 BP195             | 30 de gener de 2006  | Kitt Peak            | Spacewatch          |
| 199367 - | 2006 BZ198             | 30 de gener de 2006  | Kitt Peak            | Spacewatch          |
| 199368 - | 2006 BE201             | 31 de gener de 2006  | Mount Lemmon         | Mount Lemmon Survey |
| 199369 - | 2006 BY201             | 31 de gener de 2006  | Kitt Peak            | Spacewatch          |
| 199370 - | 2006 BA203             | 31 de gener de 2006  | Kitt Peak            | Spacewatch          |
| 199371 - | 2006 BA211             | 31 de gener de 2006  | Catalina             | CSS                 |
| 199372 - | 2006 BZ211             | 31 de gener de 2006  | Kitt Peak            | Spacewatch          |
| 199373 - | 2006 BT216             | 26 de gener de 2006  | Anderson Mesa        | LONEOS              |
| 199374 - | 2006 BW218             | 28 de gener de 2006  | Mount Lemmon         | Mount Lemmon Survey |
| 199375 - | 2006 BB219             | 28 de gener de 2006  | Mount Lemmon         | Mount Lemmon Survey |
| 199376 - | 2006 BO222             | 30 de gener de 2006  | Kitt Peak            | Spacewatch          |
| 199377 - | 2006 BW223             | 30 de gener de 2006  | Kitt Peak            | Spacewatch          |
| 199378 - | 2006 BA224             | 30 de gener de 2006  | Kitt Peak            | Spacewatch          |
| 199379 - | 2006 BX226             | 30 de gener de 2006  | Kitt Peak            | Spacewatch          |
| 199380 - | 2006 BK227             | 30 de gener de 2006  | Kitt Peak            | Spacewatch          |
| 199381 - | 2006 BP227             | 30 de gener de 2006  | Kitt Peak            | Spacewatch          |
| 199382 - | 2006 BH240             | 31 de gener de 2006  | Kitt Peak            | Spacewatch          |
| 199383 - | 2006 BY247             | 31 de gener de 2006  | Kitt Peak            | Spacewatch          |
| 199384 - | 2006 BC248             | 31 de gener de 2006  | Kitt Peak            | Spacewatch          |
| 199385 - | 2006 BT248             | 31 de gener de 2006  | Kitt Peak            | Spacewatch          |
| 199386 - | 2006 BV249             | 31 de gener de 2006  | Mount Lemmon         | Mount Lemmon Survey |
| 199387 - | 2006 BP251             | 31 de gener de 2006  | Kitt Peak            | Spacewatch          |
| 199388 - | 2006 BA252             | 31 de gener de 2006  | Kitt Peak            | Spacewatch          |
| 199389 - | 2006 BH254             | 31 de gener de 2006  | Kitt Peak            | Spacewatch          |
| 199390 - | 2006 BD255             | 31 de gener de 2006  | Kitt Peak            | Spacewatch          |
| 199391 - | 2006 BN255             | 31 de gener de 2006  | Kitt Peak            | Spacewatch          |
| 199392 - | 2006 BB257             | 31 de gener de 2006  | Kitt Peak            | Spacewatch          |
| 199393 - | 2006 BJ264             | 31 de gener de 2006  | Kitt Peak            | Spacewatch          |
| 199394 - | 2006 BU264             | 31 de gener de 2006  | Kitt Peak            | Spacewatch          |
| 199395 - | 2006 BE265             | 31 de gener de 2006  | Kitt Peak            | Spacewatch          |
| 199396 - | 2006 BA266             | 31 de gener de 2006  | Kitt Peak            | Spacewatch          |
| 199397 - | 2006 BD266             | 31 de gener de 2006  | Kitt Peak            | Spacewatch          |
| 199398 - | 2006 BO266             | 31 de gener de 2006  | Kitt Peak            | Spacewatch          |
| 199399 - | 2006 BT268             | 27 de gener de 2006  | Catalina             | CSS                 |
| 199400 - | 2006 BZ273             | 26 de gener de 2006  | Kitt Peak            | Spacewatch          |